# يوم الأندلس
يوم الأندلس (بالإسبانيَّة: Día de Andalucía) هو العيد الوطني لمنطقة الأندلس، ويُحتفل به في 28 فبراير ذكرى استفتاء عام 1980، الذي أعطى حكماً ذاتياً كاملاً إلى منطقة الأندلس.

## تاريخه
تعود جذور مطالب الاستقلال الذاتي إلى النص الذي تمت صياغته في أنتيكيرا سنة 1883، وفي جمعية روندا المنعقدة سنة 1918 تمت الموافقة على علم وشعار الأندلس. ووصف الإعلان الأندلسي لقرطبة سنة 1919 الأندلس على أنه واقع وطني. وخلال الانتقال الديمقراطي الإسباني أيد الأندلسيون سنة 1978 الوفاق الدستوري المتمثل اليوم في الدستور تأييداً واسعاً، وذلك فيما يتعلق بمادته رقم 2 التي تعترف بالأندلس على أنها جنسية في إطار وحدة الدولة الأسبانية التي لا تقبل التقسيم. خرجت مظاهرات حاشدة في 4 ديسمبر 1977 وعقد استفتاء في 28 فبراير 1980 عبر عن إرادة شعب الأندلس في تحقيق الحكم الذاتي على أعلى مستوى.	وبذلك كان الأندلس الإقليم الوحيد التي تمتع بمصدر محدد للشرعية في مسيرته نحو تحقيق الحكم الذاتي من خلال ما تم الإعراب عنه في صناديق الاقتراع من خلال الاستفتاء، وهذا هو ما يكسبه هوية ذاتية. نتجت عن هذه الجهود لائحة الحكم الذاتي للأندلس التي تمت المصادقة عليها في 20 أكتوبر 1981.

## الأنشطة
في العديد من القرى والمدن تزين شرفات المنازل بالعلم الأندلسي، وتقام مسابقات في المدارس وينشد فيه نشيد الأندلس.